# Tour de Bélgica femenino
El Tour de Bélgica femenino (oficialmente: Lotto Belgium Tour) es una carrera ciclista femenina por etapas que se disputa en Bélgica. Es la versión femenina de la carrera del mismo nombre.
Su primera edición se corrió en 2012 formando parte del Calendario UCI Femenino bajo categoría 2.2 y en 2016 pasó a ser una carrera de categoría 2.1.

## Palmarés
| Año                        | Ganador               | Segundo              | Tercero              |           |
| -------------------------- | --------------------- | -------------------- | -------------------- | --------- |
| Lotto-Decca Tour           |                       |                      |                      |           |
| 2012                       | Ellen van Dijk        | Liesbet de Vocht     | Lisa Brennauer       |           |
| Lotto-Belisol Belgium Tour |                       |                      |                      |           |
| 2013                       | Ellen van Dijk        | Lisa Brennauer       | Emma Johansson       |           |
| 2014                       | Annemiek van Vleuten  | Anna van der Breggen | Thalita De Jong      |           |
| Lotto Belgium Tour         |                       |                      |                      |           |
| 2015                       | Emma Johansson        | Amalie Dideriksen    | Anna van der Breggen |           |
| 2016                       | Annemiek van Vleuten  | Marianne Vos         | Lucinda Brand        |           |
| 2017                       | Anouska Helena Koster | Ruth Winder          | Marianne Vos         |           |
| 2018                       | Liane Lippert         | Aude Biannic         | Lotte Kopecky        |           |
| 2019                       | Mieke Kröger          | Lotte Kopecky        | Audrey Cordon-Ragot  |           |
| 2020                       | cancelada             | cancelada            | cancelada            | cancelada |
| 2021                       | Lotte Kopecky         | Ellen van Dijk       | Lorena Wiebes        |           |
| 2022                       | Agnieszka Skalniak    | Shari Bossuyt        | Ally Wollaston       |           |
| 2023                       | cancelada             | cancelada            | cancelada            | cancelada |

## Palmarés por países
| País         | Victorias |
| ------------ | --------- |
| Países Bajos | 5         |
| Alemania     | 2         |
| Suecia       | 1         |
| Bélgica      | 1         |
| Polonia      | 1         |